# ساموئل جی. انگل
ساموئل جی. انگل (انگلیسی: Samuel G. Engel; ۲۹ دسامبر ۱۹۰۴ – ۷ آوریل ۱۹۸۴) تهیه‌کننده فیلم اهل ایالات متحده آمریکا بود.

## فیلم‌شناسی
- کلمنتاین عزیزم
- شب و شهر
- جانی آپولو
- غواص
- شیر
- چیزی برای پرندگان